# Alan Pardew
Alan Scott Pardew, född 18 juli 1961 i Wimbledon, England, är en engelsk fotbollstränare. Tidigare har Pardew tränat West Bromwich Albion, Crystal Palace, Newcastle United, Charlton Athletic FC och dess lokalkonkurrent West Ham United FC. Under 1980- och 1990-talet spelade han som mittfältare i bland annat Crystal Palace och Charlton.
Pardew har en svensk fru, Tina, och tillsammans har paret två döttrar.